# Carlos Manuel Robles
Carlos Manuel Robles Mella (4 augustus 1952) is een voormalig voetbalscheidsrechter uit Chili, die jarenlang actief was in de Chileense Primera División. Hij was FIFA-scheidsrechter van 1989 tot 1997. Zijn vader, Juan Carlos Robles (1925), was eveneens scheidsrechter en floot bij het WK voetbal 1962 in Chili.

## Interlands
| Datum            | Wedstrijd           | Uitslag | Competitie        | Kreeg geel | Kreeg voor de tweede keer geel en dus rood | Weggestuurd |
| ---------------- | ------------------- | ------- | ----------------- | ---------- | ------------------------------------------ | ----------- |
| 1 november 1988  | Chili – Uruguay     | 1 – 1   | Copa Pinto Durán  | ?          | ?                                          | ?           |
| 30 juni 1991     | Chili – Ecuador     | 3 – 1   | Vriendschappelijk | ?          | ?                                          | ?           |
| 30 juni 1995     | Paraguay – Ecuador  | 1 – 0   | Vriendschappelijk | ?          | ?                                          | ?           |
| 1 september 1996 | Ecuador – Venezuela | 1 – 0   | WK-kwalificatie   | 2          | 0                                          | 0           |